# Feliza Bursztyn

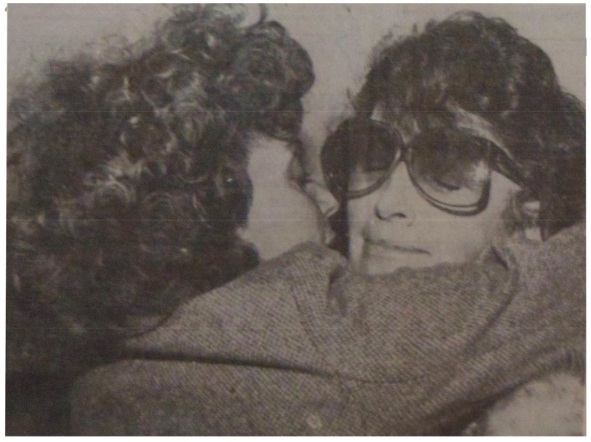
Fanny Mikey verabschiedet sich von Feliza Bursztyn am Flughafen Eldorado, als diese das Land verließ, um nach Mexiko ins Exil zu gehen. 8. August 1981

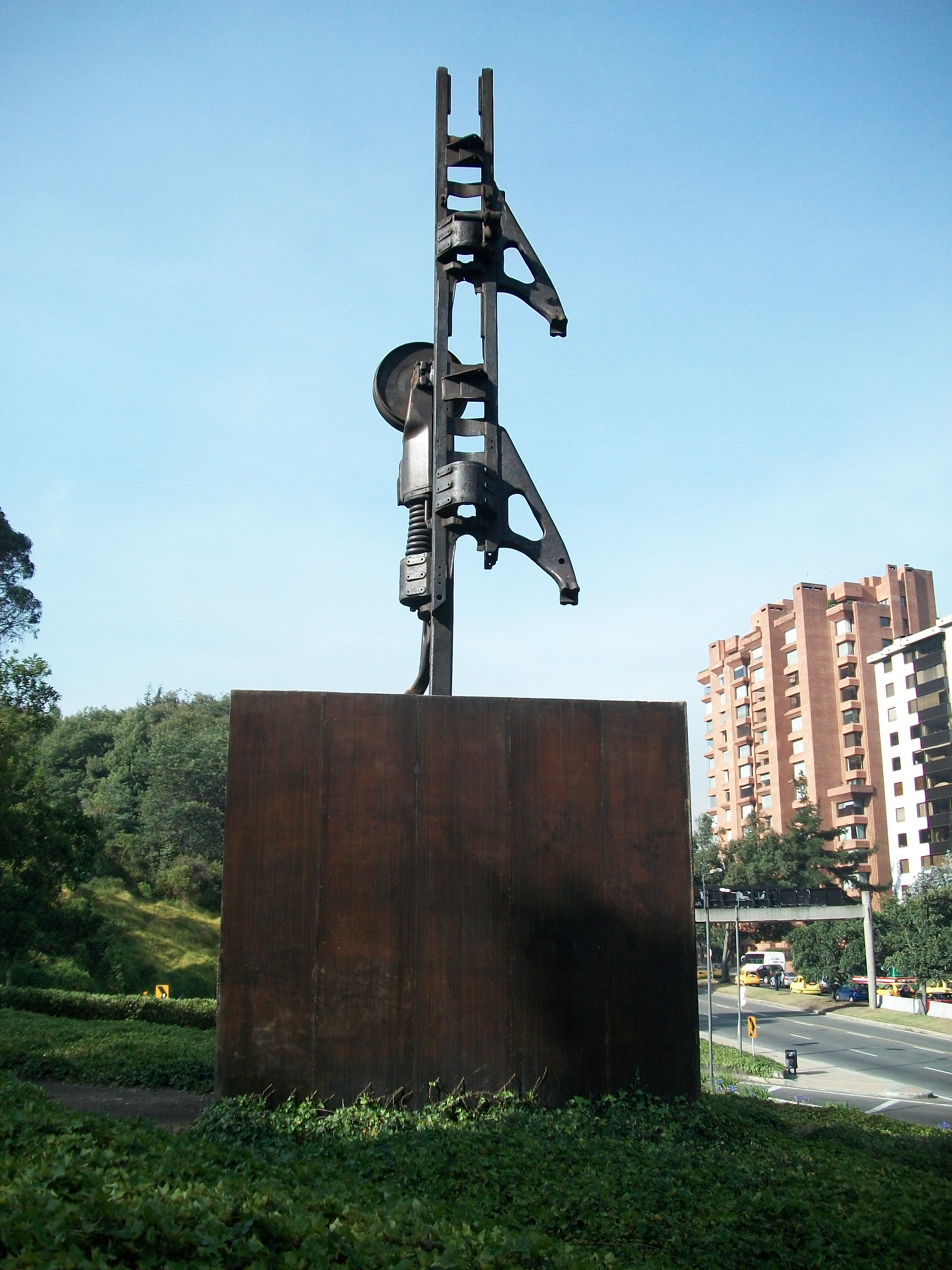
Feliza Bursztyn. Escultura pública. "Homenaje a Gandhi" 1971 in Bogotá

 Feliza Bursztyn  (* 8. September 1933 in Bogotá, Kolumbien; † 8. Januar 1982 in Paris) war eine kolumbianische Bildhauerin. Sie verwendete für ihre Werke Eisenschrott und Edelstahlabfälle.

## Leben und Werk
Bursztyn wurde 1933 in Kolumbien als Tochter polnischer jüdischer Einwanderer geboren, die zum Zeitpunkt ihrer Geburt Bogotá besuchten. Die Nachricht, dass Adolf Hitler in Deutschland gewählt worden war, veranlasste ihre Eltern in Kolumbien zu bleiben, wo ihr Vater eine kleine Textilfabrik gründete. Sie studierte Malerei an der Art Students League in New York City und bei dem kubistischen Bildhauer Ossip Zadkine Bildhauerei an der Académie de la Grande Chaumière in Paris. Am 6. Dezember 1952 heiratete sie Lawrence Fleischer, mit dem sie drei Töchter hatte. 1960 wandelte sie einen Teil der Fabrik ihres Vaters in ein Kunststudio um und lernte bei ihrer zweiten Europareise bei dem Bildhauer César Baldaccini das Schmelzen und Bearbeiten von Schrott. Bursztyns Werkstatt in Bogotá war ein Treffpunkt für viele Schriftsteller, Künstler und Intellektuelle, darunter Gabriel García Márquez, Alejandro Obregón, Marta Traba, Santiago García, Jorge Gaitán Durán, Fernando Martínez Sanabria und Hernando Valencia Goelke. Bursztyn scheute nie die Unterstützung linker Oppositionsbewegungen. Nach einer Reise nach Kuba wurde sie von der politischen Polizei Kolumbiens beschuldigt, Waffen durch ihr Studio an die Partisanen geschmuggelt zu haben. 1981 erhielt sie politisches Asyl in Mexiko und wanderte später nach Paris aus. Bursztyns Kunstwerke wurden privat und von öffentlichen Institutionen wie dem Museo de arte Moderno, dem Museo Nacional de Colombia und der Banco de la Republica in Bogotá und der Tate Gallery of Modern Art in London gesammelt. Sie starb  im Exil in Paris und überließ viele ihrer Werke dem kolumbianischen Kulturministerium und dem Nationalmuseum von Kolumbien. Zum Gedenken an ihren 81. Geburtstag veröffentlichte Google am 8. September 2004 ein Google-Doodle.

## Auszeichnungen
- 1965: Erster Preis für Skulpturen, XVII National Salon
- 1965: Erster Preis für Skulpturen XVII Colombian Artists Salon für  "Mirando al Norte"
- 1967: Dritter Preis im XIX Salon of National Artists

## Einzelausstellungen
- 1958: Galería el Callejón, Bogotá
- 1964: Museo de Arte Moderno de Bogotá
- 1974: Museo de Arta Moderno La Tertulia, Cali, Kolumbien
- 1979: Galería Garcés Velásquez, Bogotá
- 2009: Museo Nacional de Colombia, Bogotá
- 2015: Leon Tovar Gallery at ARCOmadrid
- 2016: Galería la Cometa at ARTBO 2016, Bogotá
- 2017: Leon Tovar Gallery at ARCOmadrid 2017
- 2018: Leon Tovar Gallery at ARTBO, Bogotá
- 2019: Leon Tovar Gallery at ARCOmadrid